# Попытка захвата DC-10 над Мемфисом
Попытка захвата DC-10 над Мемфисом — авиационный инцидент, произошедший в четверг 7 апреля 1994 года, в ходе которого пассажир-бортинженер Оборн Р. Кэллоуэй (англ. Auburn R. Calloway) пытался захватить грузовой самолёт McDonnell Douglas DC-10-30F авиакомпании FedEx, совершавший плановый внутренний рейс FDX705 по маршруту Мемфис—Сан-Хосе. Он пытался убить всех трёх членов экипажа и покончить с собой, сымитировав авиакатастрофу. Его целями были одновременно и месть авиакомпании за увольнение, и получение страховки в размере $ 2 500 000.

## Самолёт
McDonnell Douglas DC-10-30F (регистрационный номер N306FE, заводской 48287, серийный 409) был выпущен в 1985 году (первый полёт совершил 5 ноября). 26 января 1986 года был передан грузовой авиакомпании FedEx, где получил имя John Peter Jr. Оснащён тремя турбовентиляторными двигателями General Electric CF6-50C2.

## Экипаж
Состав экипажа рейса FDX705 был таким:
- Командир воздушного судна (КВС) — 49-летний Дэвид Г. Сандерс (англ. David G. Sanders). Очень опытный пилот, проходил службу в ВВС США, ветеран Вьетнамской войны. В авиакомпании FedEx проработал 20 лет (с 1974 года). На McDonnell Douglas DC-10 налетал 3174 часа, общее количество лётных часов неизвестно.
- Второй пилот — 42-летний Джеймс М. Такер (англ. James M. Tucker). Очень опытный пилот, как и КВС, проходил службу в ВВС США, также ветеран Вьетнамской войны. Работал в авиакомпании People Express Airlines. В авиакомпании FedEx проработал 10 лет (с 1984 года).
- Бортинженер — 39-летний Эндрю Х. Питерсон (англ. Andrew H. Peterson). В авиакомпании FedEx проработал 5 лет (с 1989 года).

Также на борту находился 42-летний бортинженер Оборн Р. Кэллоуэй (англ. Auburn R. Calloway), но он летел в качестве пассажира.

## Хронология событий
Оборн Р. Кэллоуэй подлежал увольнению из авиакомпании FedEx за то, что он солгал в своём резюме о количестве лётных часов в ВВС США (оно было преувеличено). Он сел на борт самолёта McDonnell Douglas DC-10-30F борт N306FE, выполнявший рейс FDX705 в Сан-Хосе с грузом электронного оборудования для Кремниевой долины, собираясь во время полёта убить пилотов и направить самолёт на (предположительно) главный офис авиакомпании FedEx в Мемфисе. Он планировал убить пилотов путём сильных ударов молотком по голове, чтобы травмы напоминали полученные при авиакатастрофе; на крайний случай Кэллоуэй пронёс на борт ещё один молоток, два молотка-гвоздодёра, нож и подводное ружьё, спрятав их в футляр для гитары. Чтобы скрыть свои действия, он попытался отключить оба бортовых самописца. Кроме того, Кэллоуэй был экспертом в боевых искусствах и в прошлом проходил службу в ВВС США.
Изначально экипаж рейса FDX705 должен был состоять из двух пилотов (причём одним из них была женщина), но его состав был изменён, и полетели 3 пилота —  КВС Сандерс, второй пилот Такер и бортинженер Питерсон.
Рейс FDX705 вылетел из Мемфиса в 14:50 CST. Через 30 минут после взлёта (в 15:20) Кэллоуэй напал на пилотов. Он ранил КВС и бортинженера ударами молотка и проломил череп второму пилоту. Второй пилот (в прошлом тоже проходивший службу в ВВС США), несмотря на тяжёлую черепно-мозговую травму, продолжал управлять самолётом. Между Кэллоуэем и двумя другими членами экипажа (КВС и бортинженером) началась драка в грузовом отсеке.
Путём экстремальных манёвров на пределе возможностей самолёта (на высоте 11 000 метров лайнер сначала выполнил «полубочку» (перевернулся шасси вверх), а затем вошёл в очень отвесное пикирование и едва не рассыпался на части прямо в воздухе из-за сильных нагрузок на фюзеляж) второй пилот заставил Кэллоуэя потерять равновесие, после чего КВС и бортинженер сумели справиться с ним, несмотря на раны. В 15:45 CST командир сумел безопасно посадить рейс FDX705 в аэропорту Мемфиса при том, что из-за оставшегося в баках большого количества авиатоплива масса самолёта значительно превышала рекомендованную максимальную посадочную массу. Когда на самолёт поднялись спасатели и полиция, то оказалось, что кабина пилотов и все внутренние помещения самолёта были в крови.
С момента начала нападения Кэллоуэя и до посадки в Мемфисе прошло 25 минут.

## Суд
На суде Кэллоуэй заявлял, что в момент нападения на пилотов он находился в состоянии временного помешательства. Это ему не помогло — 15 августа 1995 года за тройное покушение на убийство и попытку угона самолёта он был приговорён к пожизненному тюремному заключению без права досрочного освобождения. В данный момент он отбывает заключение в тюрьме супермаксимальной безопасности «ADX Florence» около одноимённого города в штате Колорадо как заключённый под номером BOP Register Number 14601-076.

## Награды
Все три пилота рейса 705 получили от Международной ассоциации пилотов «Золотую медаль за героизм» — высшую награду, какую может получить гражданский пилот. Из-за полученных ранений все трое были признаны негодными к пилотированию самолётов, но Джеймс Такер продолжает пилотировать свой личный самолёт.

## Дальнейшие судьбы пилотов
- Второй пилот Джеймс М. Такер стал священником лютеранской церкви.
- Бортинженер Эндрю Х. Питерсон стал активистом пресвитерианской церкви и обдумывает возможность стать миссионером. Также он тренирует футбольную команду своего сына.
- КВС Дэвид Г. Сандерс стал страховым агентом — он продаёт мелким предпринимателям программы по страхованию здоровья[4].

## Дальнейшая судьба самолёта
McDonnell Douglas DC-10-30F борт N306FE был отремонтирован (его ремонт обошёлся FedEx в 800 000 $) и по сей день продолжает эксплуатироваться авиакомпанией FedEx. В 2017 году был модифицирован, став McDonnell Douglas MD-10-30F, а его имя сменилось на John.

## Культурные аспекты
Инцидент с рейсом 705 FedEx показан в третьем сезоне канадского документального телесериала Расследования авиакатастроф в серии Нападение самоубийцы.